# Вулиця Василя Андрусяка
Вулиця Андрусяка — одна з найвисотніших вулиць Калуша, розташована в районі Височанка. Пролягає від вулиці Височанка до вулиці Березовського, перетинаючи вулицю Романа Шухевича.

## Історія
Названа на честь видатного повстанського командира Василя Андрусяка-«Різуна» 24 лютого 1993 року.

## Сьогодення
Затишна вулиця котеджної забудови

## Фотогалерея

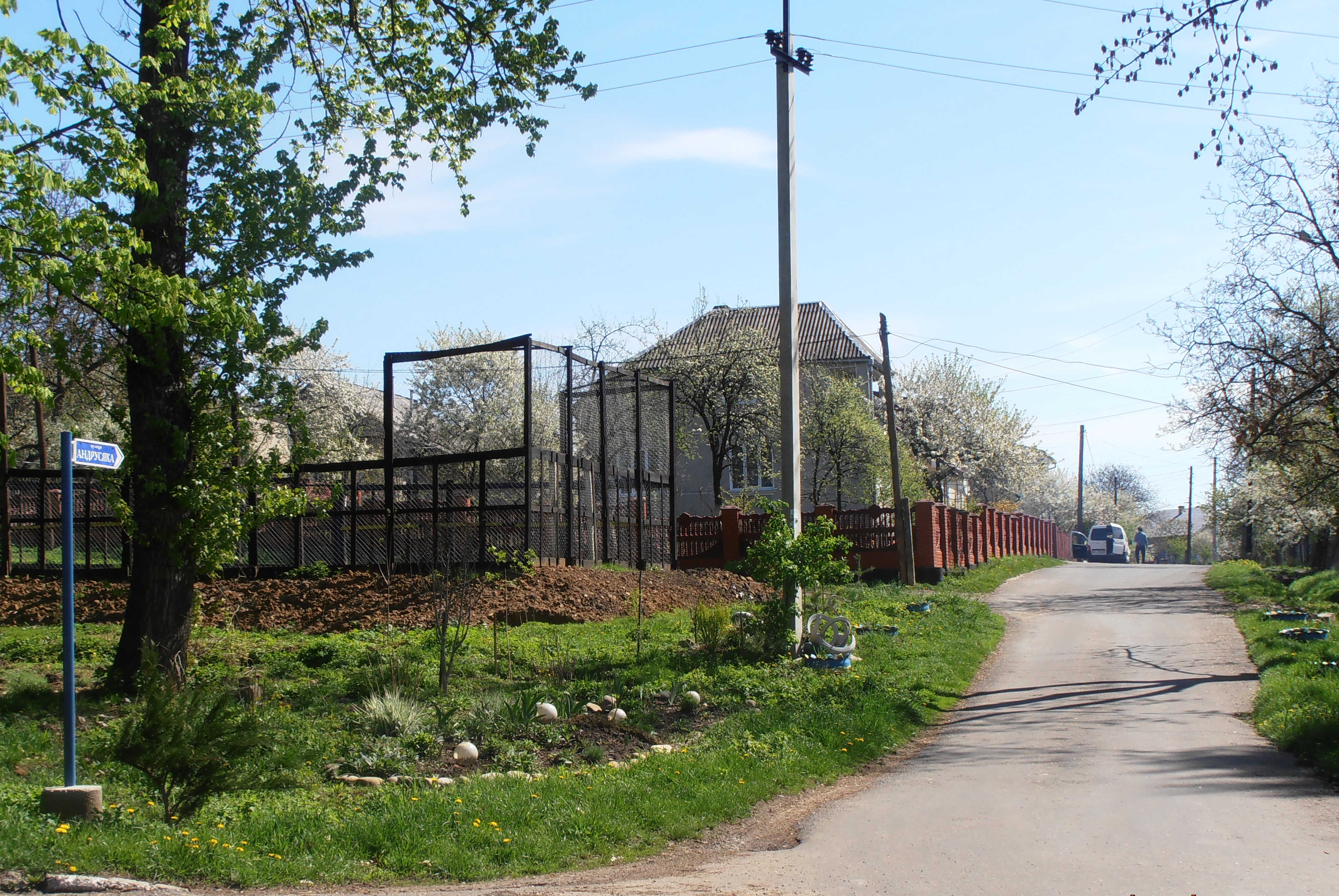
Мініфутбольне поле